# 福田麻衣
福田 麻衣（ふくだ まい、1985年12月16日 - ）は、日本の元タレント、元モデルである。

## 来歴
千葉県の出身で、2007年10月にグラビアアイドルとして6代目やりすぎガールに加入した。のちにお笑い芸人として、渋谷アイドル100人劇場」に第1回から出演して栗山千明、仲間由紀恵などになり切る一人コントを演じ、「ガールズガーデン」や「お笑いガールズコレクション」などのお笑いライブに出演し、浅草の東洋館で一人コントを演じた。
2010年に、R-1ぐらんぷりの3回戦まで進出し、神野まるみとコンビで「オーマイゴッド」としてキングオブコントに出場したが予選で敗退した。
サプライズに所属してリップと業務提携を結んでいたが、2014年からオフィスジュニアに所属した。
2020年2月頃から体調不良によりレギュラー出演番組の欠席が重なり、8月1日に所属事務所が芸能活動の休止を発表した。2021年5月31日にブログを更新し、完治を目指して治療に専念するためタレント活動の引退を発表した。

## 人物
- 趣味としてサッカー観戦や映画鑑賞に加え、全日本プロレスの関東地方の試合は大半を観戦して「武藤敬司公認グラビアアイドル」とも言われる[7][8]。
- ビーズ通しと針金いじりを特技とする。

## 出演番組

### テレビ
- FNS地球特捜隊ダイバスター（2007年7月 - 2009年9月、フジテレビ）
- やりすぎコージー（2007年10月 - 、テレビ東京）
- 全日本プロレス マザー（2008年4月 - 、千葉テレビ）
- パペットマペットのサイエンスでしょ!?（2007年 - 2008年、テレビ神奈川など）
- あらびき団（2008年7月23日、TBSテレビ）
- ほしのあき・あんしんのクルマ選び情報ステーション・リポーター（2008年、BS12）
- イツザイ（テレビ東京） - 「濱口優女芸人プロデュースオーディション」、「インディーズ芸人オーディション」。2009年8月8日はmy2（マイマイ）として出演した。
- イツザイS（2009年10月 - 、テレビ東京）
- 加藤夏希・金子貴俊 BS4サテライトNAVI（BS日テレ） - 2009年7月4日と8月29日放送に出演。
- 笑っていいとも!（フジテレビ） - 「出たいドル! デラックス」（2009年7月9日、フジテレビ）
- なんでも実況ショー（2009年12月29日、テレビ東京）
- アリケン（2010年6月5日、テレビ東京） アリケンCafeコーナー・ゲスト
- ドライブ A GO!GO!（2010年7月11日、テレビ東京）
- 今夜もドル箱!!EX（2010年8月17日、テレビ東京）
- 新知識階級 クマグス（2010年8月12日、TBS）
- くだまき八兵衛（2010年10月7日、テレビ東京）
- つながるセブン（2011年3月1日 - 、J:COM）火曜日アシスタント
- マツコの部屋（2011年3月3日、フジテレビ）

### ラジオ
- SKY GATE TRAVELLIN'GROOVE!! (bayfm) 
  - 「マイedition」リポーター : 2011年1月 - 2019年3月
  - 代理DJ : 2014年10月31日、2018年10月5日
- 八木亜希子 LOVE&MELODY (ニッポン放送) 週末ナビ いきなり一緒にリポーター : 2018年4月7日 - 2020年6月27日
- SKY GATE KISS & SMILE → KISS & SMILE（bayfm） アシスタントDJ（ショッピングコーナー等担当） : 2011年1月 - 2020年6月
- bayfm「2014'サマーキャンペーン」サマキャンガール（レポーター兼任）[9]
- FLY!DAY TRIPPER〜FROM SKY GATE〜 (bayfm) TRIP2 レポーター : 2007年11月 - 2010年12月
- GROOVE FROM K・WEST (bayfm) 木曜 : 2008年1月 - 2008年6月
- MUSIC GENERATION FROM K-WEST (bayfm) 水・木曜日担当 : 2008年10月 - 2010年9月
- K・WEST ENTAME GENERATION (bayfm) 水・木曜 : 2010年10月 - 2014年3月
- やまだひさしのラジアンリミテッドDX（エフエム東京）

### 舞台
- 女王陛下プロデュース SHOW BOOT（2008年11月7日 - 10日）
- 大久保佳代子劇団第一回公演「尼と恥美」（2009年10月16日 - 2009年10月18日）
- 女王陛下プロデュース 第20回下北沢演劇祭参加作品「いばらひめ」主演（2010年2月25日 - 28日）

### 映画
- YOSHIMOTO DIRECTOR'S 100「シルバーホストG」 マッスル坂井 監督、村上ショージ 美夏役主演、神保町花月・ヨシモト∞ホール・ルミネtheよしもとで公開（2008年6月7日 - 13日）

### 雑誌
- CDでーたマスコットレディ「BLACK　LADY」リーダー（角川マガジンズ）（2009年8月号 - ）
- B.L.T.（東京ニュース通信社）番組「ダイバスター」とのコラボ企画で初のグラビア掲載（2008年10月号）
- 週刊プレイボーイ（集英社）グラビア掲載（2009年5月25日）
- スコラ（スコラマガジン）グラビア掲載（2009年2月号）
- ベストギア（徳間書店）インタビュー掲載（2009年1月15日）
- EX MAX!（ぶんか社）（2010年2月26日）

### DVD
- MY LOVE（ティーエムシー）（2009年1月23日発売）
- パペットマペットのサイエンスでしょ!?（ポニーキャニオン）（2008年）
- Crying Girl 泣き顔（アミューズソフトエンタテインメント）（2010年3月26日発売）
- マイ度おさわがせします!（トリコ）（2010年6月19日発売）

### 映像ウェブ配信
- アイドル☆育成計画 (TXBB)
- 女子アナ水着ニュース (TDNTV)

### 音声ウェブ配信
- 宇津雄一の宇宙一ラジオ（オンエアーステーション） - 2009年10月12日
- 福田麻衣のマイマイの素（オンエアーステーション） - 2009年11月 -
- 夜ふかしの会の今週の打ち上げ!（オンエアーステーション） - 2009年11月27日 - 2009年12月18日

### 広告
- ナンバヒップス 「ヤバフォ」ヤバフォガール（2007年）
- タカラトミー 「人生ゲーム ドリームチェンジ」ドリームチェンジガール（2010年）

### その他の出演
- 初単独ライブ「アタシ友達いないんですぅ」- コント監修・遠藤達也、トークゲスト・オアシズ（2009年12月3日）
- R-1ぐらんぷり2010 3回戦進出
- 劇団ハイテンションガール旗揚げ公演「はじまりスイッチ」（お笑いライブ）（2010年7月11日）
- 劇団ハイテンションガール「キラキラ」（お笑いライブ）（2011年5月15日）
- 第二回単独ライブ「福田麻衣の売れるまでにしておきたい約10のコト」（2011年7月10日）